# نیکولا پتکوف
 نیکولا پتکوف (بلغاری: Никола Димитров Петков؛ ۸ ژوئیه ۱۸۹۳ – ۲۳ سپتامبر ۱۹۴۷) یک سیاست‌مدار اهل بلغارستان بود. 